# Rzeczyca Okrągła
Rzeczyca Okrągła – wieś w Polsce położona w województwie podkarpackim, w powiecie stalowowolskim, w gminie Radomyśl nad Sanem. Przez wieś przepływa rzeka Łukawica.
| SIMC    | Nazwa        | Rodzaj    |
| ------- | ------------ | --------- |
| 0805206 | Pasternik    | część wsi |
| 0805212 | Pod Górką    | część wsi |
| 0805229 | Pod Jeziorem | część wsi |
| 0805235 | U Linii      | część wsi |

## Historia
Księgi ziemskie lubelskie po raz pierwszy odnotowały wieś o nazwie Rzeczyca Górna w roku 1417. Skoro wymieniono Rzeczycę Górną, to być może już wtedy istniała obok niej druga wieś. Zdaje się to potwierdzać zapis z 1450 roku, według którego wśród posiadłości Jana z Czyżowa znajdowały się dwie Rzeczycę - Wielka i Mała. W dokumencie z 1499 roku pojawiły się nazwy Rzeczyca Większa i Mniejsza. 
W spisie poborowym z 1668 roku zapisano już, Rzeczyca Mniejsza seu Okrągła. 
W 1723, Rzeczyca Okrągła wykupiona od rodziny Rozwadowskich, stała się częścią rozległego klucza długorzeczyckiego Lubomirskich utworzonego przez Jerzego Ignacego Lubomirskiego. W posiadaniu Lubomirskich do 1926.
Po I rozbiorze Polski w 1772 roku i następnych rozbiorach była w zaborze Monarchii Habsburgów.Po I wojnie światowej w II Rzeczypospolitej Rzeczyca Okrągła  była w województwie lwowskim w powiecie tarnobrzeskim w gminie Charzewice.Po II wojnie wieś znalazła się w województwie rzeszowskim. W latach 1975–1998 miejscowość administracyjnie należała do województwa tarnobrzeskiego.

## Atrakcje turystyczne

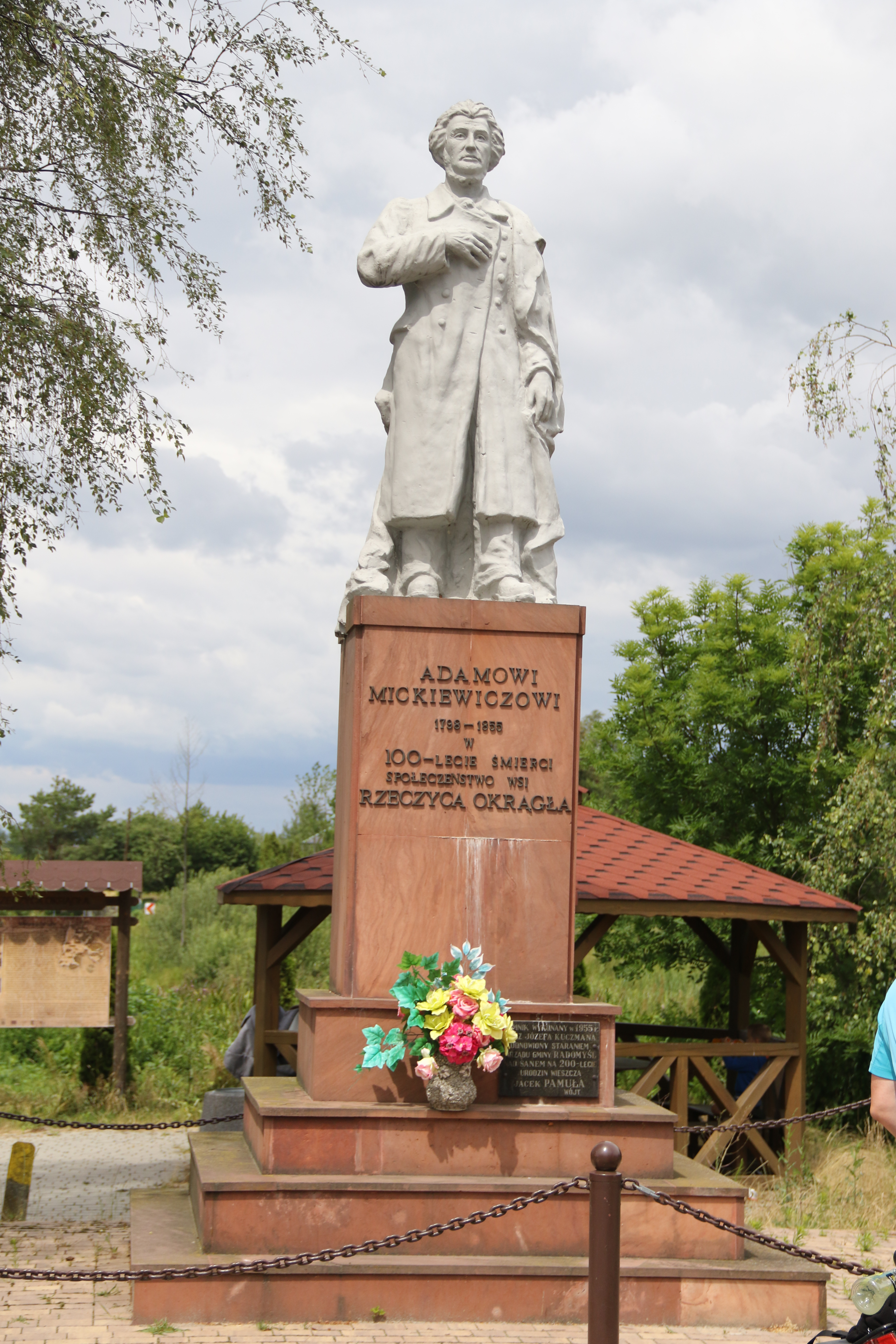
Pomnik Adama Mickiewicza w Rzeczycy Okrągłej

W Rzeczycy Okrągłej, znajduje się wykonany przez miejscowego rzeźbiarza, artystę-amatora, Józefa Kuczmana (1911–1993) (ojca dr. Kazimierza Kuczmana), pomnik Adama Mickiewicza. Uroczyste odsłonięcie pomnika nastąpiło 16 września 1956 r. Dokonał go Alfons Karny, rzeźbiarz, a równocześnie przedstawiciel Ministerstwa Kultury i Sztuki. Jest jedynym pomnikiem Adama Mickiewicza w polskiej wsi.

## Urodzeni w Rzeczycy Okrągłej
- Apoloniusz Golik (1912–2012) – generał dywizji WP,
- Kazimierz Kuczman (1947–2021) – dr hab. historyk sztuki, prof. Uniwersytetu Papieskiego Jana Pawła II w Krakowie